# Greater Idaho movement

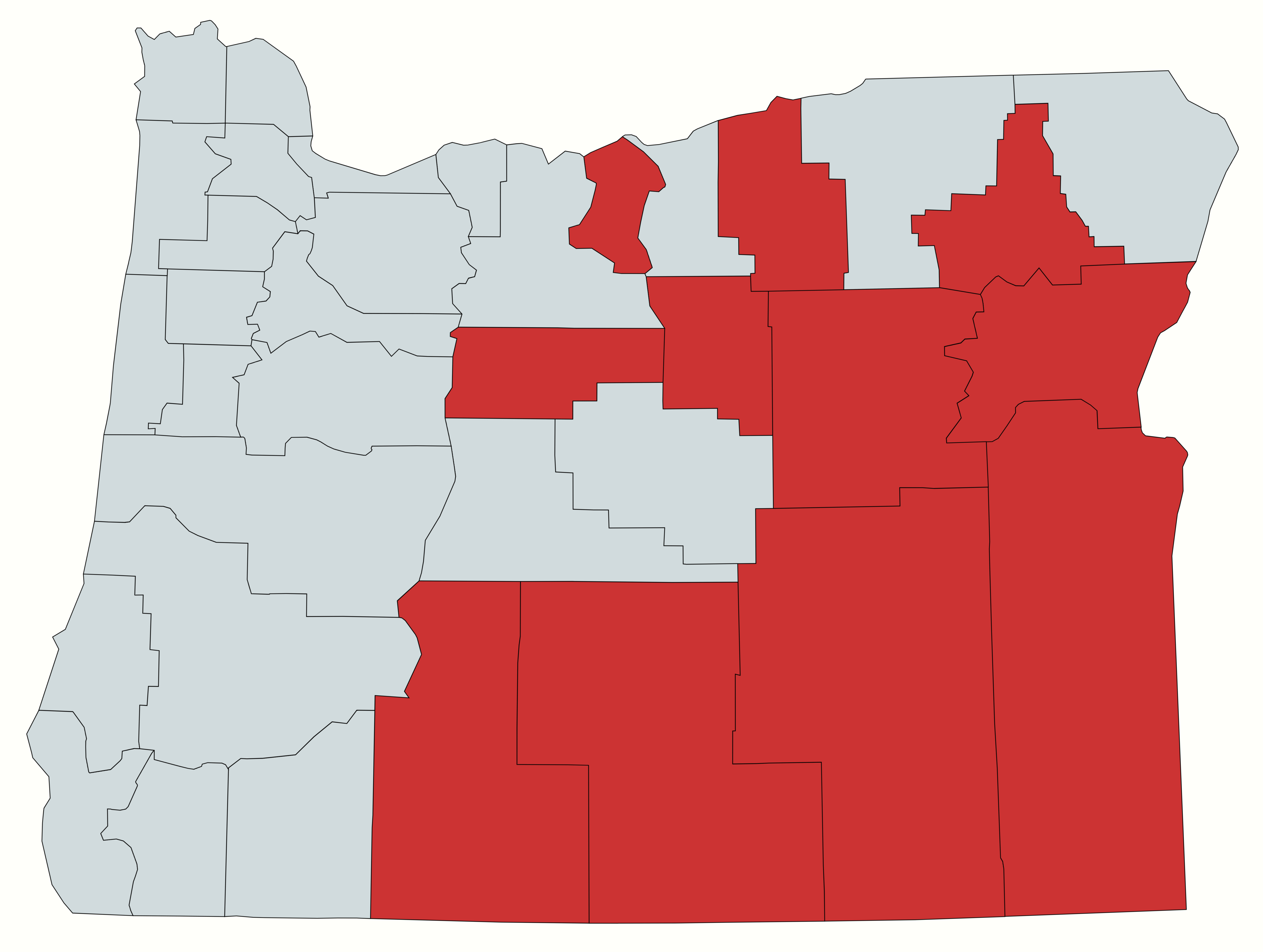
A novembre 2022, undici contee dell'Oregon (indicate in rosso), in una consultazione popolare hanno votato a favore del Greater Idaho

Il Greater Idaho movement è un movimento di iniziativa popolare che propone, mediante consultazioni referendarie, lo spostamento del confine orientale dell'Oregon affinché le sue attuali contee orientali siano comprese all'interno dei confini dell'Idaho con il quale confina ad est. La proposta originaria, in seguito ridimensionata, prevedeva anche l'annessione all'Idaho di alcune contee dello stato di Washington e della California settentrionale.

## Contenuto della proposta
I sostenitori del piano di spostamento del confine fra i due stati ritengono che l'Oregon orientale sia politicamente e culturalmente più allineato con l'Idaho rispetto alle grandi città progressiste dell'Oregon nella parte occidentale dello Stato.
Un cambiamento su così vasta scala dei confini statali non si è mai verificato dalla guerra di secessione americana, e l'eventuale spostamento dei confini richiederebbe che la legislatura dell'Idaho, quella dell'Oregon e il Congresso sottoscrivessero in modo concorde il cambiamento. Lo spostamento richiederebbe anche molteplici emendamenti alla Costituzione dell'Idaho, che definisce i confini dello Stato e limita il numero dei distretti legislativi statali a 35.

## Cronologia
Nel 2020, il gruppo denominato "Move Oregon's Border for a Greater Idaho" ha proposto di staccare la maggior parte dell'area dell'Oregon e parte della California settentrionale per unirla all'Idaho. Questa iniziativa, anche in caso di approvazione degli elettori, avrebbe bisogno dell'approvazione di entrambe le legislature statali e del Congresso degli Stati Uniti. Nel 2021, cinque contee dell'Oregon orientale hanno votato per «richiedere ai funzionari della contea di prendere provvedimenti per promuovere» la loro integrazione nell'Idaho.

Nel maggio 2022, gli elettori delle contee di Douglas e Josephine hanno respinto un voto consultivo, costringendo i promotori a ridimensionare la portata della proposta e a pubblicare una «mappa meno ambiziosa» che copre il 64% della superficie dell'Oregon, ma solo il 9% della sua popolazione. La proposta, fortemente ridimensionata, comprende solo l'Oregon orientale, non include alcun territorio della California e comprende solo poco più di un terzo degli abitanti previsti nel progetto originale.
A novembre 2022, undici contee dell'Oregon hanno approvato la consultazione popolare a favore del Greater Idaho: Baker, Grant, Harney, Jefferson, Klamath, Lake, Malheur, Morrow, Sherman, Union, e la contea di Wheeler.
Nel febbraio 2023, la commissione Affari di Stato della Camera dei Rappresentanti dell'Idaho ha approvato una risoluzione per autorizzare la legislatura a discutere lo spostamento del confine di Stato con i legislatori dell'Oregon. La risoluzione è stata successivamente approvata dalla Camera.